# 미나모토노 쓰네모토
미나모토노 쓰네모토(일본어: 源 経基)는 헤이안 시대(平安時代) 중기의 황족이자 무장으로, 쓰네모토류(流) 세이와 겐지(清和源氏)의 시조이다.
《호겐 이야기》(保元物語)에 따르면, 아버지는 세이와 천황(清和天皇)의 제6황자였던 사다즈미 친왕(貞純親王)으로, 어머니는 우다이진(右大臣) 미나모토노 요시아리(源能有)의 딸이다. 왕족이었던 시절에는 로쿠손 왕자(六孫王, 로쿠손오)라 불렸다고 하나, 당대의 문헌에는 이러한 호칭이 보이지 않는다.
거처는 로쿠미야(六宮)라고도 하고, 하치조 고쇼(八条御所)라고도 했다.

## 생애
조헤이(承平) 8년(938년)에 무사시노스케(武蔵介)로서 현지에 부임하였다. 함께 부임한 무사시노곤노카미(武蔵権守) 오키요 왕(興世王)과 함께 부임 초부터 검주(検注)를 실시했는데, 현지 호족인 아다치 군수(足立郡司, 아다치노군지) 판대관(判代官) 무사시노 다케시바(武蔵武芝)가 정식 고쿠시(国司)가 부임하지도 않았는데 검주를 하는 전례는 없다며 검주를 거부했고, 쓰네모토 등이 병사를 풀어 다케시바의 집을 습격해 약탈하기에 이른다(《쇼몬키》에는 오키요 왕과 미나모토노 쓰네모토 두 사람의 부정을 한 쌍의 젓가락으로까지 비유하고 있을 정도이다).
이 이야기를 들은 다이라노 마사카도(平将門)가 자신의 병사를 거느리고 다케시바를 도우러 나섰고, 쓰네모토 등은 처자를 거느리고 군비를 갖춘 채로 히나이 군(比企郡)의 협복산(狭服山)에 올라 농성하지만, 그 뒤 오키요 왕이 산을 내려가 무사시의 고쿠후에서 마사카도와 다케시바를 회견할 때에도 쓰네모토는 경계하며 산을 내려가지 않고 남았다. 양측간의 화해가 성립되고 연회까지 벌어졌는데, 다케시바의 군사가 무슨 이유에서인지 쓰네모토의 처소를 포위하는 사건이 벌어지고, 쓰네모토는 마사카도 등이 자신을 죽이려 한다는 공포에 급히 교토로 달아나(《쇼몬키》에도 스케 쓰네모토가 군사적인 재능에 미숙했다고 하는 등, 훗날 무가 겐지의 우두머리가 될 세이와 겐지의 시조 쓰네모토는 군사 경험이 일천한 모습이었다), 마사카도 ・ 오키요 왕 ・ 다케시바가 공모하여 모반하고 있다고 조정에 무고해버렸다. 그러나 마사카도 등은 죠에이 9년 5월 2일자로 히타치(常陸) ・ 시모우사(下総) ・ 시모쓰케(下野) ・ 무사시 ・ 고즈케(上野)의 다섯 구니의 고쿠후(国府)에서 「마사카도의 모반은 사실무근」이라는 증명서를 태정대신(太政大臣) 후지와라노 다다히라(藤原忠平) 앞으로 보내왔고, 마사카도 등의 무고함이 밝혀지면서 거꾸로 쓰네모토는 무고죄를 받아 좌위문부(左衛門府)에 구금당하고 만다.
덴교(天慶) 2년(939년) 11월, 마사카도가 히타치의 고쿠후를 점령한 것을 시작으로 차례차례 인근의 고쿠후를 습격해 점령하면서, 12월에는 고즈케국(上野国)에서 「신황」(新皇)을 칭하며 반도(坂東) 여러 구니(国)에 대한 관리 임명을 행하는 등 이전의 무고가 현실이 되면서 쓰네모토도 방면되고, 그것을 알린 공을 인정받아 종5위하에 서임되었다. 그 뒤 세이이타이쇼군(征東大將軍)이 된 후지와라노 다다후미(藤原忠文)의 부장(副將)의 한 사람으로 임명되어 마사카도의 난을 평정하러 향하지만 이미 마사카도가 다이라노 사다모리(平貞盛), 후지와라노 히데사토(藤原秀鄕) 등에게 평정되었으므로 수도로 돌아왔다. 덴교 4년(941년)에는 추포흉적사(追捕凶賊使)로서 오노노 요시후루(小野好古)와 함께 후지와라노 스미토모(藤原純友)의 난을 평정하러 향하지만, 이번에도 이미 요시후루에 의해 난은 진압된 뒤로, 스미토모의 게라이(家来)였던 구와바라 고레유키(桑原生行)를 잡았을 뿐이다. 이후 무사시 ・ 시나노(信濃) ・ 지쿠젠(筑前) ・ 다지마(但馬) ・ 이요(伊予)의 고쿠시를 역임하며, 최종적으로는 진수부장군(鎮守府将軍)까지 올랐다.
말년에 쓰네모토는 신적강하(臣籍降下)를 명받고 몹시 분개했다고 하는데, 다다히라의 일기인 《정신공기》(貞信公記) 덴교 2년 3월 3일자에 「미나모토노 쓰네모토가 무사시의 일을 고하였다」고 하여 그의 이름이 '미나모토노 쓰네모토'로 기술되어 있다. 쓰네모토라는 인물이 정말 왕족이었던 시기가 있었는지에 대해서조차 의문시되고 있으며, 《정신공기》의 이 기술에 대해서는 다다히라의 아들인 사네요리(実頼)가 초록할 즈음에 미나모토라는 가바네(姓)를 기입해 넣은 것이 아니냐는 설도 있다.
칙선 가인(勅撰歌人)으로 《슈이와카슈》(拾遺和歌集)에는 그가 지은 와카 두 수가 채록되어 있다.
그의 적자(嫡子) 미나모토노 미쓰나카(源満仲)가 지금의 교토 시 미나미 구에 세운 로쿠손오 신사(六孫王神社)가 아직 남아있다.

## 계보
- 아버지 : 사다즈미 친왕(貞純親王)
- 어머니 : 미나모토노 요시아리(源能有)의 딸
- 아내 : 다치바나노 무네후루(橘繁古)의 딸 혹은 후지와라노 도시아리(藤原敏有)의 딸
  - 아들 : 미나모토노 미쓰나카(源満仲) - 일명 다다 미쓰나카(多田満仲)
  - 아들 : 미나모토노 미쓰마사(源満政) - 일명 하치시마 다이후(八島大夫), 무라오카 다이후(村岡大夫)
  - 아들 : 미나모토노 미쓰스에(源満季)
  - 아들 : 미나모토노 미쓰자네(源満実)
- 생모 불명
  - 아들 : 미나모토노 미쓰요시(源満快) - 시나노 겐지(信濃源氏)의 시조
  - 아들 : 미나모토노 미쓰유키(源満生)
  - 아들 : 미나모토노 미쓰시게(源満重) - 다른 이름은 미나모토노 미쓰나리(源満成)
  - 아들 : 미나모토노 미쓰요리(源満頼) - 셋째 아들 미쓰스에의 아들, 즉 손자라는 설도 있다
  - 딸 : 미나모토노 모토미쓰(源元亮)의 아내로 미나모토노 다카미치(源孝道) 등의 어머니
  - 딸 : 후지와라노 고레타케(藤原惟岳)의 아내로 후지와라노 도모야스(藤原倫寧) 등의 어머니

## 계보를 둘러싼 의문

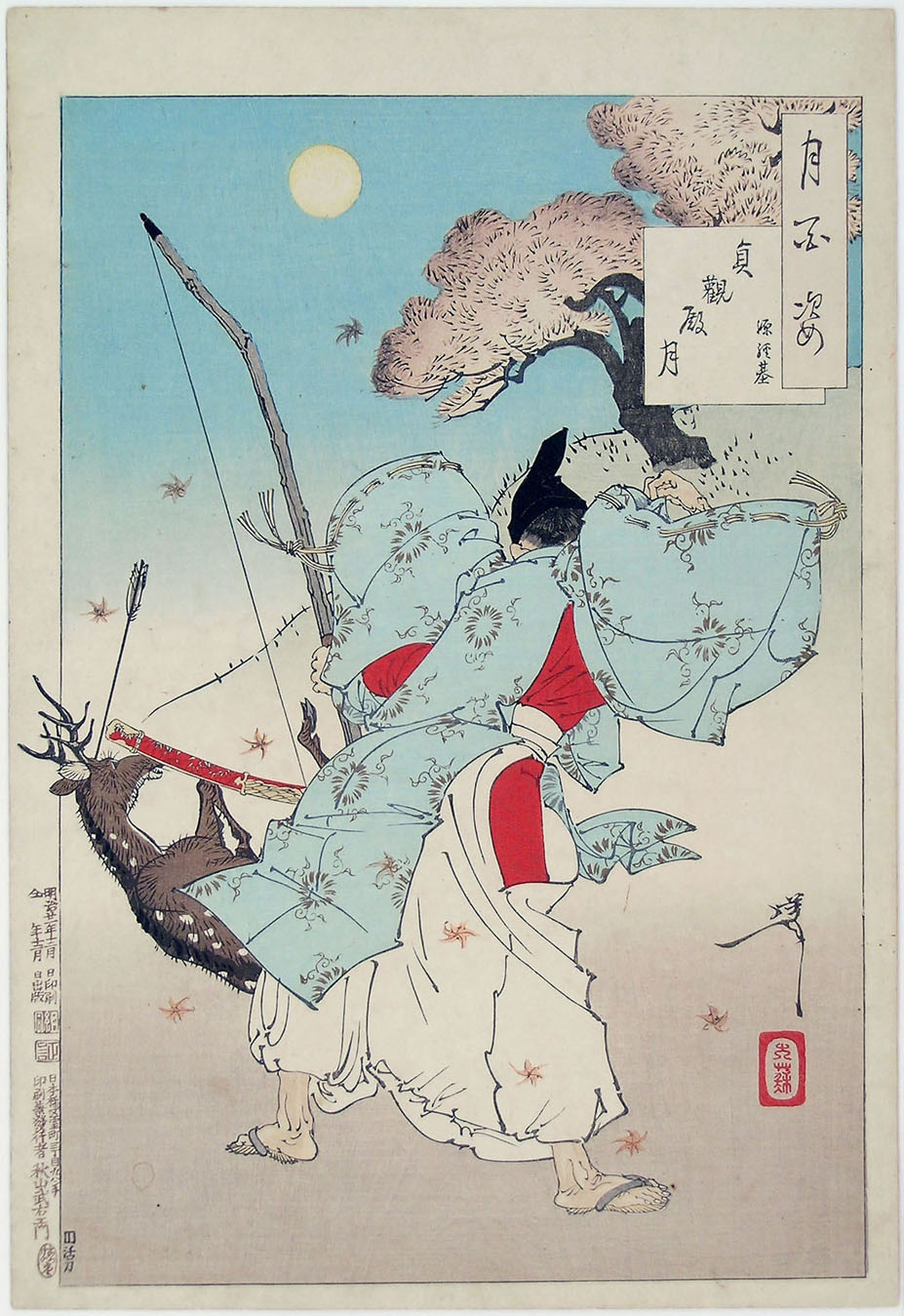
쓰키오카 쓰난(月岡芳年)이 그린 『월백자(月百姿)』 중 사슴을 사냥하는 미나모토노 쓰네모토

《손피빈먀쿠》(尊卑分脈) 등에 쓰네모토의 손자로 기록된 미나모토노 요리노부(源頼信)가 와다 하치만구(誉田八幡宮)에 봉납했다는 고문(告文)의 필사본이 현재 이와시미즈 하치만구(石清水八幡宮)의 다다 가 문서(田中家文書) 가운데 포함되어 있다(이와시미즈 하치만구 다다 가 문서 「미나모토노 요리노부 고문안源頼信告文案」 고사古寫). 여기에 따르면 미나모토노 요리노부는 하치만 대보살(八幡大菩薩) 즉 오진 천황(応神天皇)을 자신의 「22세(世) 씨조(氏祖)」라고 부르며, 「선인(先人)께서 새로 일으키심에 그 선대이신 쓰네모토, 그 선대이신 모토히라 친왕(元平親王), 그 선대이신 요제이 천황(陽成天皇), 그 선대이신 세이와 천황, ....(先人新発、其先経基、其先元平親王、其先陽成天皇、其先清和天皇)」 등으로 자신의 조상들을 열거하였는데, 여기에 따르면 쓰네모토의 아버지는 세이와 천황의 황자 사다즈미 친왕이 아니라 요제이 천황의 황자 모토히라 친왕이 된다.
이 문서가 메이지(明治) 30년대에 발견되면서, 「세이와 겐지」(清和源氏)는 사실 「요제이 겐지」(陽成源氏)가 아니냐는 설이 호시노 히사시(星野恒)에 의해 제창되었다. 호시노의 설은 그 뒤 묵살에 가깝게 외면받았지만, 쇼와(昭和) 40년에 와서 다케우치 리조(竹内理三)가 지지하면서 부활했고 현재에도 호시노의 설을 지지하는 연구자가 많다. 그러나 이 문서는 필사본으로서 뒷면에는 후대에 누군가 교정한 것으로 보이는 단서가 남아 있어 그 신빙성이 의심되고 있다. 고문의 내용도 가와치(河内) 이시카와 장원(石川庄)의 상속 순서에 불과하다는 설, 쓰네모토가 젊었을 때 아버지 사다즈미 친왕이 요절하는 바람에 숙부인 요제이 상황(上皇)의 양자로 들어간 것으로 해석하는 설도 있다. 12세기 초에 기록된 《오오카가미》(大鏡)에서는 무가 겐지(武家源氏)를 세이와 천황의 후예로 보는 설도 있다.

### 생몰년에 대하여
《손피빈먀쿠》에는 미나모토노 쓰네모토가 961년에 45세로 죽었다고 기록되어 있는데, 거꾸로 계산해보면 그의 생년은 917년이 된다. 또한 《칙선작자부류》(勅撰作者部類)에는 958년에 45세로 죽었다고 하여 914년으로 보기도 하는데, 모두 장남 미쓰나카를 얻은 뒤의 일이다. 《계도찬요》(系図纂要)에는 897년으로까지 기록되어 있는데 이 설이 맞다면 15세 때에 미쓰나카를 얻은 것도 이치에 맞겠지만 2세(世) 겐지이면서도 마흔이 넘도록 5위 관위조차 받지 못한 점이 부자연스러우며, 이 책은 막부 말기에 편찬된 것으로 단순히 모순이라고 여긴 계보 제작자들이 손을 보았을 수도 있어 통상 역사학의 방법으로 이를 근거로 채택하기는 어렵다는 설도 있다. 세이와 겐지의 시조이자 역사의 무대에 나타난 시기도 불과 7, 8년에 불과하기 때문에 쓰네모토의 정확한 생몰년은 미상이다.

## 모미지 전설
모미지(紅葉)는 일본어로 단풍이라는 뜻인데, 신슈(信州) 도가쿠시(戸隠)와 기나사(鬼無里, 지금의 일본 나가노현 나가노시), 벳쇼온천(別所温泉) 등에 전해지는 전설 속의 여주인공 귀녀(鬼女)의 이름이다. 모미지를 토벌하라는 칙명을 받은 다이라노 고레모치(平維茂, 《태평기》에는 모미지를 토벌한 것이 다이라노 고레모치가 아닌 미나모토노 미쓰나카로 나온다)가 모미지와 싸워 그녀를 죽였다고 하는 이 전설에서 쓰네모토의 이름이 등장하고 있다.
죠헤이 7년(937년), 아이즈(会津)에 살던 도모노사사마루(伴笹丸)와 기쿠요(菊世) 부부에게는 아이가 없었다. 제육천마왕(第六天魔王)에게 기도한 보람으로 딸을 하나 얻어 이름을 구레하(呉葉)라 지었다. 재색을 겸비한 그녀였지만 부유한 농민의 아들에게 억지로 시집가게 되자, 비술로 자신과 닮은 미녀를 만들어 대신 시집보냈다. 가짜 구레하는 농민의 아들과 한동안 화목하게 지냈지만 어느 날 갑자기 실의 구름을 타고 사라져 버리고 그때는 이미 구레하의 가족도 달아난 뒤였다. 구레하와 그녀의 양친은 교토로 상경했고, 여기서 구레하는 처음 모미지(단풍)라는 이름을 쓰면서 처음에는 고토(琴)를 가르쳤는데, 미나모토노 쓰네모토의 부인에게 불려가 그 시녀가 되고 곧 쓰보네(局)가 되었다. 쓰네모토의 아이까지 갖게 된 그녀였지만 이 무렵 쓰네모토의 부인이 앓던 병의 원인으로 히에이 산의 고승에 의해 모미지가 지목되면서 결국 쓰네모토는 모미지를 신슈의 도가쿠시로 추방하기로 결정한다. 덴랴쿠(天暦) 10년(956년) 가을, 마침 단풍이 만발한 시기에 모미지는 미나세(水無瀬, 기나사의 옛 이름)에 당도했고, 임신한 몸에 교토의 문물에도 통달해 있었던 그녀는 마을 사람들의 선망을 받으면서도 늘 교토에서의 삶을 그리워했다. 아이가 태어나자 쓰네모토의 이름을 따서 쓰네와카마루(経若丸)라 짓고, 마을 사람들도 그녀를 따라 교토의 지명에서 딴 이름을 마을 곳곳에 붙였다(이 지명들은 오늘날까지 기나사 땅에 남아있다). 그러나 자신의 처지를 비관한 모미지는 차츰 마음이 거칠어져갔고, 교토로 가기 위한 군자금을 모으며, 무리를 모아 도가쿠시 산(戸隠山, 아라쿠라 산荒倉山)으로 들어가, 밤마다 다른 마을을 약탈하기 시작했다. '도가쿠시의 귀녀(鬼女)'라 불리게 된 그녀의 악명은 교토에까지 전해졌고, 모미지 토벌을 맡게 된 다이라노 고레모치는 사사다이라(笹平)에 진을 치고 출격했지만 모미지의 요술에 곤경을 치렀다. 신불에 매달린 고레모치는 관음보살에게 참배한 지 17일째 되던 날 꿈에 나타난 백발의 노승으로부터 항마(降魔)의 검을 받았고, 이번에는 귀녀를 토벌할 수 있다고 사기가 오른 고레모치의 군 앞에 모미지는 결국 목을 잃고 말았다. 구레하, 즉 모미지의 나이 33세 되던 때의 늦가을이었다.